# Wahlstimmen
Wahlstimmen, op. 250, är en vals av Johann Strauss den yngre. Den spelades första gången den 28 januari 1861 i Sofiensäle i Wien. 

## Historia
Valsen skrevs till juridikstudenterna vid Wiens universitet och hade premiär på deras karnevalsbal den 28 januari 1861. Titeln Wahlstimmen (Valröster) var inget slumpmässigt eller ogenomtänkt beslut, utan syftade på en aktuell och viktig historisk händelse: Efter revolutionerna 1848 hade Österrike styrts av kejsaren Frans Josef I med absolut makt. Men efter att Krimkriget (1853-56) hade isolerat och alienerat landet från den forna bundsförvanten Ryssland, samt kriget mot Italien 1859 hade visat på landets militära svagheter försvagades monarkins ställning och kejsarmakten tvingades övergå till en konstitutionell stat. Regionala val blev möjliga genom en resolution den 25 november 1860: vallistor upprättades omedelbart i Wien - dock registrerades endast ca 18 000 av de mer än 550 000 invånarna och inga kvinnor hade rösträtt. 

## Om valsen
Speltiden är ca 11 minuter och 21 sekunder plus minus några sekunder beroende på dirigentens musikaliska tolkning.

## Weblänkar
- Wahlstimmen i Naxos-utgåvan.